# Superaventuras Marvel
Superaventuras Marvel foi uma revista em quadrinhos "mix" da Editora Abril, publicada entre julho de 1982 e fevereiro de 1997, totalizando 176 edições.
A revista publicou histórias das décadas de 1970 e 1980.
Dentre essas fases, até hoje celebradas, ocuparam as páginas de Superaventuras Marvel: Conan, o Bárbaro de Roy Thomas e Barry Windsor-Smith; X-Men de Chris Claremont e John Byrne; Tropa Alfa de John Byrne; Mestre do Kung Fu de Doug Moench e Paul Gulacy; Justiceiro de Mike Baron; Thor de Walter Simonson; Surfista Prateado de Jim Starlin e Quarteto Fantástico de Walter Simonson.
Contudo, Demolidor sempre foi o verdadeiro carro-chefe da publicação, aparecendo em quase todos os números da revista e marcando inúmeros leitores: primeiro com a épica fase de Frank Miller e Klaus Janson e depois com os trabalhos não menos bem-sucedidos de Denny O'Neil e David Mazzuchelli, Ann Nocenti e John Romita Jr. e D. G. Chichester e Scott McDaniel, entre outros. A famosa saga A Queda de Murdock, de Miller e Mazzuchelli, também foi publicada pela primeira vez nas páginas de SAM, entre as edições 61 e 68 (julho de 1987 a fevereiro de 1988) e a centésima edição (outubro de 1990) da revista foi inteiramente dedicada ao Homem Sem Medo.
Em 1996, Superaventuras Marvel era estrelada por personagens como Novos Guerreiros e Nômade, além dos veteranos Demolidor e Justiceiro. Com a expansão das séries vinculadas ao universo dos X-Men, a Editora Abril acabou transformando SAM em mais um título X, ao lado de X-Men, Os Fabulosos X-Men e Wolverine e incluiu histórias do personagem Cable no mix a partir da edição 166 (abril de 1996).
O rearranjo, contudo, não regularizou as vendas da revista que andava mal das pernas desde o começo dos anos 1990, assim como Capitão América e O Incrível Hulk, outras duas revistas que haviam iniciado a publicação dos heróis Marvel sob a égide da Abril. Em fevereiro de 1997, Superaventuras Marvel foi às bancas pela última vez com a edição 176, trazendo parte da confusa saga Aliança Falange, do universo X-Men e no mês seguinte, foram canceladas Capitão América, na edição 214 (a mais longeva série Marvel/Abril), e O Incrível Hulk, na edição 165. As três revistas seriam substituídas por Fator X (continuando a publicar histórias vinculadas aos X-Men) e Marvel 97 (esta sim uma espécie de herdeira de Superaventuras Marvel).
Recentemente, a Panini Comics, atual detentora dos direitos de publicação dos heróis Marvel, ensaiou reviver o título Superaventuras Marvel tal qual já fez com outros originalmente publicados pela Editora Abril (Os Melhores do Mundo e Grandes Heróis Marvel), mas aparentemente desistiu da iniciativa.

## Conteúdo das edições
- Superaventuras Marvel  n°1 (julho de 1982):
  - Demolidor (Daredevil # 160/161) - Roger McKenzie (roteiro), Frank Miller (desenhos) e Klaus Janson (arte-final).
  - Conan (Conan, The Barbarian # 12) - Roy Thomas (roteiro) e Barry Windsor-Smith (arte).
  - Luke Cage (Hero For Hire # 1) - Archie Goodwin (roteiro), George Tuska (desenhos) e Billy Graham (arte-final).